# Инцидент у земљи духова
Инцидент у земљи духова (енгл. Incident in a Ghostland), познат и као Земља духова (енгл. Ghostland), је канадско-француски хорор филм из 2018. године у режији и по сценарију Паскала Ложијеа. Главне улоге тумаче Кристал Рид, Анастазија Филипс, Емилија Џоунс и Милен Фармер. Прати мајку двоје деце која се прве ноћи у новом дому суочава са уљезима убицама, те се бори за животе својих ћерки.
Премијерно је приказан 3. фебруара 2018. године на фестивалу у Жерармеру, док је 14. марта пуштен у биоскопе у Француској, односно 19. априла у Србији.

## Радња
Филм прати живот мајке двоје деце која је наследила дом од своје тетке. Већ прве ноћи у новој кући мајка се суочава с опасним уљезима и бори се за животе својих ћерки. Шеснаест година касније, када се ћерке опет окупе у тој кући, тек тада ствари постану још више чудне.

## Улоге
| Глумац            | Улога                  |
| ----------------- | ---------------------- |
| Кристал Рид       | Бет                    |
| Емилија Џоунс     | Бет                    |
| Анастазија Филипс | Вира                   |
| Тејлор Хиксон     | Вира                   |
| Милен Фармер      | Колин                  |
| Кевин Пауер       | жена са слаткишима     |
| Роб Арчер         | дебели човек           |
| Пол Титли         | Хауард Филипс Лавкрафт |

## Продукција
Инцидент у земљи духова је направљен у копродукцији између Француске и Канаде, при чему је Канада обезбедила 69,12% финансирања а Француска 30,88%. Углавном је сниман у Канади.

### Инцидент
У децембру 2016. глумици Тејлор Хиксон је било повређено лице док је снимала сцену за филм. Хитно је превезена у болницу, те добила 70 шавова, али је остао трајни ожиљак. У марту 2018. тужила је продуцентску кућу Incident Productions због изгубљеног посла јер је имала повреду лица. У тужби је навела да је „током снимања сцене редитељ Паскал Ложије стално говорио да јаче удара песницама по стаклу”. Током снимања другог кадра, у тужби се наводи:
Стакло се разбило, због чега су [јој] глава и горњи део тела пали кроз врата и крхотине стакла. Услед инцидента, [она] је тешко посекла леву страну лица.
У тужби се наводи да продуцентска кућа није предузела „било који разумни корак како би осигурала да се поштују стандарди и пракса, укључујући, али не ограничавајући се на употребу сигурносног стакла и/или каскадера, према потреби.”
Независно од нерешених тужби, Incident Productions са седиштем у Винипегу изјаснио се кривим за „неуспех да обезбеди сигурност и добробит радника према Закону о безбедности и здрављу на радном месту”, те је кажњен са 40.000 долара од стране покрајине Манитоба.